# بروس كاثي
بروس كاثي (بالإنجليزية: Bruce Cathie)‏ هو يوفولوجي ‏ وكاتب وطيار نيوزيلندي، ولد في 11 فبراير 1930، وتوفي في 2 يونيو 2013 في تاكابونا ‏ في نيوزيلندا.